# Foho Laugua
Der Foho Laugua (kurz Laugua) ist ein osttimoresischer Berg im Verwaltungsamt Maubara (Gemeinde Liquiçá). Er hat eine Höhe von 1029 m und befindet sich im Norden der Aldeia Vatumori im Suco Gugleur. Südlich liegt das Dorf Eluli, nördlich die Dörfer Lautecas und Lauvou, nordwestlich der Foho Vatumori (1041 m) und nordöstlich der Foho Kailakulau (1104 m).